# Tatsuki Fujimoto
Tatsuki Fujimoto (藤本タツキ Tatsuki Fujimoto?, 10 de octubre de 1992 o 1993) es un mangaka japonés conocido principalmente por ser el creador de las series Fire Punch, Chainsaw Man y Look Back.

## Primeros años
Tatsuki Fujimoto nació un 10 de octubre (no está claro si el 10 de octubre de 1992 o de 1993, pues las distintas fuentes difieren), en Nikaho, Prefectura de Akita, Japón. Comenzó a dibujar a una edad temprana. No tenía escuelas preparatorias disponibles cerca de su casa, por lo que asistió a clases de pintura a las que asistían sus abuelos y practicaban pintura al óleo. Se graduó en pintura occidental de la Universidad de Arte y Diseño de Tohoku en Yamagata, Yamagata en 2014.

## Carrera profesional
Fujimoto dibujó en 2011 su one-shot Niwa ni wa Niwa Niwatori ga ita (庭には二羽ニワトリがいた?), que fue nominado para el Jump SQ Monthly Award de diciembre de 2011 (más tarde se publicó en la plataforma en línea Shōnen Jump+ el 17 de julio de 2017). El one-shot de Fujimoto, Seigi no Mikata (正義の見方?), fue una obra de entrada para el 10th Supreme Comic Grand Prize season II en 2013. Su siguiente one-shot fue Kami Hikouki (かみひこうき?), por el que ganó un premio especial del jurado en los Shūeisha Crown Newcomers' Awards de mayo de 2013 de Shūeisha. El siguiente one-shot de Fujimoto fue Sasaki-kun ga Juudan Tometa (佐々木くんが銃弾止めた?  lit. Sasaki ha detenido la bala), por el que ganó su segundo premio especial del jurado en los Shūeisha Crown Newcomers' Awards de julio de 2013 (publicado más tarde en Shōnen Jump+ el 13 de junio de 2016). El one-shot de Fujimoto fue Koi wa Moumoku (恋は盲目?  lit. El amor es ciego), por el que ganó una mención de honor en los premios Shūeisha Crown Newcomers' Awards de noviembre de 2013, y fue su primer trabajo publicado, se lanzó en Jump SQ. 19 vol. 13 el 19 de abril de 2014. Sus siguientes one-shots fueron Shihaku (シカク?), publicado en Jump SQ. 19 vol. 14 el 19 de junio de 2014; Ningyo Rhapsody (人魚ラプソディ?  lit. Rapsodia de la sirena), publicado en Jump SQ. 19 vol. 17 el 19 de diciembre de 2014; y Yogen no Nayuta (予言のナユタ?  lit. Nayuta de la profecía), publicado en la edición de agosto de 2015 de Jump Square el 4 de julio de 2015.
Fujimoto publicó su primer trabajo importante y serializado Fire Punch en la revista en línea Shōnen Jump+ de Shūeisha, donde se publicó desde el 18 de abril de 2016 hasta el 1 de enero de 2018. La serie generó ocho volúmenes tankōbon. Fujimoto también publicó en Shōnen Jump+ el one-shot Me ga Sametara Onnanoko ni Natteita Yamai (目が覚めたら女の子になっていた病?) el 24 de abril de 2017, y el one-shot Imōto no Ane (妹の姉?) en la edición de junio de 2018 de Jump Square el 2 de mayo de 2018.
El segundo gran trabajo serializado de Fujimoto, Chainsaw Man, se publicó en la revista Shūkan Shōnen Jump de Shūeisha del 3 de diciembre de 2018 al 14 de diciembre de 2020.
 Fujimoto lo describió como un «FLCL perverso» y pop Abara». La serie se recopiló en once volúmenes tankōbon. Se planea comenzar a publicar una secuela de la serie en Shōnen Jump+. Chainsaw Man encabezó la lista de los mejores manga de 2021 para lectores masculinos de Kono Manga ga Sugoi! de Takarajimasha y le valió a Fujimoto el 66º Shōgakukan Manga Award al Mejor Manga Shōnen.
Fujimoto ilustró la portada de la antología de novelas Gofun de Yomeru Kyōgaku no Rasuto no Monogatari (５分で読める驚愕のラストの物語?  lit. Historias de 5 minutos: un final inesperado), lanzada el 2 de abril de 2021. Fujimoto participó como juez invitado en el reality show en línea Shonen Jump+ Million Tag en julio de 2021.
Fujimoto publicó el one-shot Look Back (ルックバック Rukku Bakku?) en Shōnen Jump+ el 19 de julio de 2021.
 El capítulo fue recopilado por Shūeisha en un solo volumen de tankōbon, publicado el 3 de septiembre de 2021. Look Back encabezó el Kono Manga ga Sugoi! de 2022 en la lista de los mejores manga para lectores masculinos.
Una colección de dos volúmenes de los one-shots anteriores de Fujimoto, Fujimoto Tatsuki Tanpenshū (藤本タツキ短編集?) (subtitulados 17–21 y 22–26), se lanzaron el 4 de octubre y el 4 de noviembre de 2021, respectivamente. Ilustró la novela Chainsaw Man: Buddy Stories (チェンソーマン　バディ・ストーリーズ Chensō Man Badi Sutōrīzu?), publicada el 4 de noviembre de 2021. Fujimoto ilustró una versión de uno de los cuarenta y dos volúmenes del manga Dragon Ball para Dragon Ball Super Gallery Project, celebrando el 40 aniversario de la serie, que se publicó en Saikyō Jump el 3 de diciembre de 2021.
Fujimoto publicó Sayonara Eri (さよなら絵梨?), un one-shot de 200 páginas, en Shōnen Jump+ el 11 de abril de 2022. El capítulo fue recopilado por Shūeisha en un solo volumen tankōbon, publicado el 4 de julio de 2022.
Junto con el ilustrador Oto Tōda, Fujimoto publicó el one-shot Futsū ni Kiitekure (フツーに聞いてくれ?  lit. Escúchame normalmente) en Shōnen Jump+ el 4 de julio de 2022.

## Influencias
Fujimoto comentó que quería «dibujar manga como las películas coreanas», citando como ejemplo la película surcoreana de 2008 The Chaser, afirmando: «el personaje principal persigue al villano, pero treinta minutos después de la película, lo atrapa. Esto se supone sucederá al final de la película, por lo que te sigues preguntando qué sucederá a continuación. Mucha gente dice que en las películas coreanas no pueden saber lo que está pensando el director, pero en realidad, si miras hasta el final, lo entenderás. Quería hacer algo así». También fue influenciado por los autores de manga Hiroaki Samura, Hideki Arai, y Tsutomu Nihei.

## Trabajos

### Obras serializadas
- Fire Punch (ファイアパンチ Faiā Panchi?) (2016–2018) — Serializado en la revista digital Shōnen Jump+. Recopilado y publicado por Shūeisha en ocho volúmenes.
- Chainsaw Man (チェンソーマン Chensō Man?) (2018–presente) — Serializado en la revista Shūkan Shōnen Jump (2018-2020) y Shōnen Jump+ (2022-presente) y publicado por Shūeisha en dieciocho volúmenes.

### One shots
- Seigi no Mikata (正義の見方?) (2013) - No publicado
- Kami Hikouki (かみひこうき?) (2013) - No publicado
- Fujimoto Tatsuki Tanpenshū (藤本タツキ短編集?) (2021) - Dos volúmenes recopilados de los primeros one-shots de Fujimoto
  - Niwa ni wa Niwa Niwatori ga ita (庭には二羽ニワトリがいた?) (2011)
  - Sasaki-kun ga Juudan Tometa (佐々木くんが銃弾止めた?  lit. «Sasaki ha detenido la bala») (2013)
  - Koi wa Moumoku (恋は盲目?  lit. «El amor es ciego») (2013)
  - Shikaku (シカク?) (2014)
  - Ningyo Rhapsody (人魚ラプソディ?  lit. «Rapsodia de la sirena») (2014)
  - Yogen no Nayuta (予言のナユタ?  lit. «Nayuta de la profecía») (2015)
  - Me ga Sametara Onnanoko ni Natteita Yamai (目が覚めたら女の子になっていた病?  lit. «Cuando desperté me había convertido en una chica enfermiza») (2017) — Publicado en Shōnen Jump+.
  - Tetteleposan (テッテレポサンヌ?) (2019) — Publicado en Jump Square.
  - Imōto no Ane (妹の姉?) (2019) — Publicado en Jump Square.
- Look Back (ルックバック Rukku Bakku?) (2021) — Publicado en Shōnen Jump+.
- Sayonara Eri (さよなら絵梨?) (2022) — Publicado en Shōnen Jump+.
- Futsū ni Kiitekure (フツーに聞いてくれ?  lit. Escúchame normalmente) (2022) — Ilustrado por Oto Tōda; Publicado en Shōnen Jump+.